# 粗吻短带鳚
粗吻短帶鳚（学名：Plagiotremus rhinorhynchos），又名橫口鳚、狗鰷，为輻鰭魚綱鳚形目鳚科短帶鳚屬下的一个种。主要分布于太平洋和印度洋的珊瑚礁中，從紅海南部至南非，東至萊恩群島、馬克薩斯群島與社會群島，北至日本南部，南至豪勳爵島，深度1至40公尺，本魚體長形，頭無鬚，口下位，成魚體色多變, 範圍從黑色到黃色，在身體上有2條藍色的斑紋，背鰭硬棘10-12枚、背鰭軟條31-37枚、臀鰭硬棘2枚、臀鰭軟條29-33枚，體長可達12公分，棲息於潟湖與臨海礁石區，會擬態裂唇魚(Labroides dimidiatus)，伺機咬其他魚類的表皮、黏液與魚鱗為食，可作為觀賞魚。

## 扩展阅读
- 維基物種上的相關：橫口鳚

1. ↑  Williams, J.T. . The IUCN Red List of Threatened Species. 2014, 2014: e.T48342477A48372150  [19 November 2021]. doi:10.2305/IUCN.UK.2014-3.RLTS.T48342477A48372150.en .